# Jacques Plante-emlékkupa
A Jacques Plante-emlékkupa egy díj a QMJHL-ben, melyet a legjobb kapott gólátlaggal rendelkező kapusnak ítélnek oda. A kupát a legendás Jacques Plante-ról nevezték el.

## A díjazottak
| Szezon    | Kapus                     | Csapat                       | Átlag |
| --------- | ------------------------- | ---------------------------- | ----- |
| 2013–2014 | Zachary Fucale            | Halifax Mooseheads           | 2.26  |
| 2012–2013 | Étienne Marcoux           | Blainville-Boisbriand Armada | 2.14  |
| 2011–2012 | Mathieu Corbeil-Thériault | Saint John Sea Dogs          | 2.38  |
| 2010–2011 | Jacob DeSerres            | Saint John Sea Dogs          | 2.22  |
| 2009–2010 | Jake Allen                | Drummondville Voltigeurs     | 2.20  |
| 2008–2009 | Nicola Riopel             | Moncton Wildcats             | 2.01  |
| 2007–2008 | Bobby Nadeau              | Chicoutimi Saguenéens        | 2.63  |
| 2006–2007 | Ondřej Pavelec            | Cape Breton Screaming Eagles | 2.52  |
| 2005–2006 | Ondřej Pavelec            | Cape Breton Screaming Eagles | 2.51  |
| 2004–2005 | Julien Ellis              | Shawinigan Cataractes        | 2.41  |
| 2003–2004 | Martin Houle              | Cape Breton Screaming Eagles | 2.32  |
| 2002–2003 | Adam Russo                | Acadie-Bathurst Titan        | 2.41  |
| 2001–2002 | Olivier Michaud           | Shawinigan Cataractes        | 2.45  |
| 2000–2001 | Frédéric Cloutier         | Shawinigan Cataractes        | 2.50  |
| 1999–2000 | Simon Lajeunesse          | Moncton Wildcats             | 2.61  |
| 1998–1999 | Maxime Ouellet            | Québec Remparts              | 2.70  |
| 1997–1998 | Mathieu Garon             | Victoriaville Tigres         | 2.68  |
| 1996–1997 | Marc Denis                | Chicoutimi Saguenéens        | 2.69  |
| 1995–1996 | Frédéric Deschenes        | Granby Prédateurs            | 2.63  |
| 1994–1995 | Martin Biron              | Beauport Harfangs            | 2.48  |
| 1993–1994 | Philippe DeRouville       | Verdun Collège Français      | 3.06  |
| 1992–1993 | Jocelyn Thibault          | Sherbrooke Faucons           | 2.99  |
| 1991–1992 | Jean-François Labbé       | Trois-Rivières Draveurs      | 3.10  |
| 1990–1991 | Félix Potvin              | Chicoutimi Saguenéens        | 2.70  |
| 1989–1990 | Pierre Gagnon             | Victoriaville Tigres         | 3.02  |
| 1988–1989 | Stéphane Fiset            | Victoriaville Tigres         | 3.45  |
| 1987–1988 | Stephane Beauregard       | Saint-Jean Castors           | 3.65  |
| 1986–1987 | Robert Desjardins         | Longueuil Chevaliers         | 3.25  |
| 1985–1986 | Robert Desjardins         | Hull Olympiques              | 3.32  |
| 1984–1985 | Daniel Berthiaume         | Chicoutimi Saguenéens        | 3.85  |
| 1983–1984 | Tony Haladuick            | Laval Voisins                | 3.79  |
| 1982–1983 | Tony Haladuick            | Laval Voisins                | 4.39  |
| 1981–1982 | Jeff Barratt              | Montréal Juniors             | 3.50  |
| 1980–1981 | Michel Dufour             | Sorel Éperviers              | 3.64  |
| 1979–1980 | Corrado Micalef           | Sherbrooke Castors           | 4.20  |
| 1978–1979 | Jacques Cloutier          | Trois-Rivières Draveurs      | 3.14  |
| 1977–1978 | Tim Bernhardt             | Cornwall Royals              | 3.39  |
| 1976–1977 | Tim Bernhardt             | Cornwall Royals              | 3.63  |
| 1975–1976 | Tim Bernhardt             | Cornwall Royals              | 3.92  |
| 1974–1975 | Nick Sanza                | Sherbrooke Castors           | 3.51  |
| 1973–1974 | Claude Legris             | Sorel Éperviers              | 4.50  |
| 1972–1973 | Pierre Pérusse            | Québec Remparts              | 3.78  |
| 1971–1972 | Richard Brodeur           | Cornwall Royals              | 2.93  |
| 1970–1971 | Raynald Fortier           | Québec Remparts              | 3.39  |
| 1969–1970 | Michel DeGuise            | Sorel Éperviers              | 3.99  |